# Verein ehemaliger Heimkinder
Der Verein ehemaliger Heimkinder e. V. (Abkürzung VEH) ist ein Selbsthilfeverein früher in Kinderheimen untergebrachter Menschen.

## Gründung und Zweck des Vereins
Der Verein ehemaliger Heimkinder e. V. wurde am 14. Oktober 2004 in Idstein am Taunus gegründet und in Aachen in das Vereinsregister eingetragen. Im Verein sind vor allem Menschen organisiert, die in der Zeit von 1945 bis 1985 in Heimen gelebt haben.
Anlass für die Gründung des Vereins waren das von den Heimkindern erlittene Unrecht und die massiven Menschenrechtsverletzungen, die Kindern und Jugendlichen vor allem im Zeitraum der 1940er bis 1970er Jahre in kirchlichen und staatlichen Kinderheimen und Erziehungsheimen widerfahren sind. Der Verein will das Unrecht aufklären und öffentlich bekannt machen sowie einen Kontakt unter den Betroffenen ermöglichen. Er setzt sich dafür ein, dass die Betroffenen Entschädigungen in Form von Rentenausgleich, Lohnnachzahlungen, Entschädigung erhalten.

## Aktivitäten

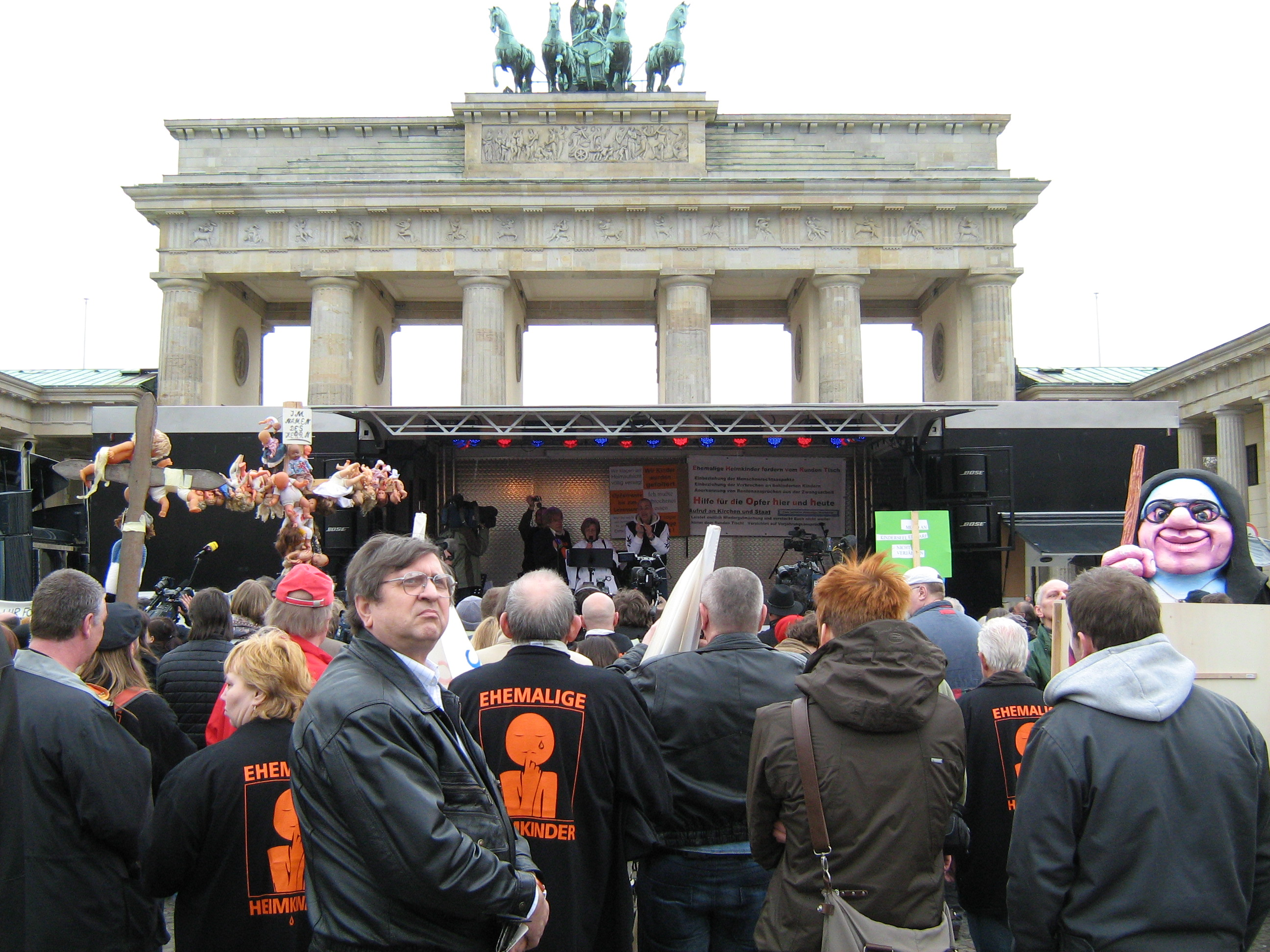
Versammlung ehemaliger Heimkinder in Berlin am 15. April 2010

Neun Mitglieder des Vereins richteten im Jahr 2006 eine Petition an den Deutschen Bundestag. Daraufhin fand am 11. Dezember 2006 eine Anhörung ehemaliger Heimkinder vor dem Petitionsausschuss des Bundestages statt. Die Petition des VEH gab zusammen mit weiteren Petitionen anderer Personen einen wesentlichen Anstoß zur späteren Einrichtung des Runden Tisches Heimerziehung, an dem der VEH anfänglich mitwirkte.
Anfang Juni 2009 forderte der Verein die Einrichtung eines Entschädigungsfonds in Höhe von mindestens 25 Milliarden Euro.
Der Verein war Mitorganisator einer Demonstration, die am 15. April 2010 in Berlin stattfand.

## Verhältnis zum Runden Tisch Heimerziehung
Der Verein konnte drei Mitglieder an den Runden Tisch Heimerziehung als Vertreter der Betroffenen entsenden. Wegen interner Auseinandersetzungen traten zwei von ihnen aus dem Verein aus, der dritte legte den Vereinsvorsitz nieder. Auf einer Mitgliederversammlung im März 2009 entzog der VEH den drei bisherigen Vertretern das Mandat und beschloss, sie durch drei neue Vertreter zu ersetzen. Als der Runde Tisch diesen Austausch ablehnte, blieben die drei bisherigen Vertreter weiterhin am Runden Tisch, nunmehr aber ohne Mandat des VEH. Ihre Arbeit wurde vom VEH scharf kritisiert.
Der VEH versuchte außerdem, sich am Runden Tisch durch Rechtsanwälte vertreten zu lassen. Auch dies wurde vom Runden Tisch abgelehnt, und der Verein konnte diese Forderung im August 2019 auch gerichtlich nicht durchsetzen. Danach hatte der VEH keinen Einfluss mehr auf den Runden Tisch.
Auf den Abschlussbericht des Runden Tisches vom Dezember 2010 reagierte der Verein mit Kritik. Die Forderungen, die darin erhoben wurden, seien ungenügend.